# Ferdinand Hervé-Bazin
Pour les articles homonymes, voir Bazin.
Ferdinand Hervé-Bazin, né le 14 juin 1847 à Brain-sur-l'Authion et mort le 8 janvier 1889 à Angers, né Ferdinand-Jacques Hervé, auquel il a ajouté le nom de son épouse Marie Bazin. Il est connu également sous son nom de plume de Charles Saint-Martin (alias P. Pigniers), écrivain angevin. Père de l'avocat Jacques Hervé-Bazin, il était le grand-père de l'écrivain Jean-Pierre Hervé-Bazin dit Hervé Bazin.

## Biographie
Ferdinand Jaques Hervé-Bazin nait le 14 juin 1847 au manoir de Rousson sur l'ancienne commune de Brain-sur-l'Authion.
Ferdinand Hervé-Bazin fit des études de droit à Paris. Il fut avocat au barreau d'Angers.
Le 7 août 1869, il se marie avec Marie-Claire Bazin, sœur aînée de l'académicien René Bazin.
Il écrit son premier roman Le Lieutenant Andermarh, un drame sous la Commune, roman historique abordant les moments dramatiques de la Commune de Paris de 1871.
En 1882, il devient professeur d'économie politique à l'université catholique d'Angers qu'il contribua à créer.
Il publie ses feuilletons dans son propre journal, à tendance royaliste, Le Petit Angevin, de 1886 à 1889, feuilletons qui connurent du succès auprès de la population.
Ferdinand Hervé-Bazin est enterré au cimetière de l'Est d'Angers.

## Pour approfondir